# He Dan Jia
He Dan Jia (chiń. 河亶甲; pinyin Hé dǎn jiǎ) albo Jian Jia (戔甲), imię własne Zi Zheng – władca Chin z dynastii Shang.
Starożytna chińska kronika Zapiski historyka autorstwa Sima Qiana informuje, że wstąpił na tron po śmierci ojca Wai Rena. Przeniósł stolicę z miasta Ao do miasta Xiang. Za jego czasów potęga Shangów zmalała. Władca musiał się mierzyć z najazdami barbarzyńców oraz buntami wasali. Rządził blisko 9 lat. Otrzymał pośmiertne imię He Dan Jia, a jego następcą został jego syn Zu Yi.